# 舟果荠属
舟果荠属（学名：Tauscheria）是十字花科下的一个属，为一年生草本植物。该属仅有舟果荠（Tauscheria lasiocarpa）一种，分布于中亚。